# 長坂拳弥
長坂 拳弥（ながさか けんや、1994年4月28日 - ）は、群馬県富岡市出身のプロ野球選手（捕手）。右投右打。阪神タイガース所属。
日本プロ野球の（一軍）公式戦史上初めて、「2年越しの2打席連続本塁打」という記録を2019年と2020年に達成している。

## 経歴

### プロ入り前
富岡市立丹生小学校4年時から「丹生ボーイズ」で野球を始めると、富岡市立西中学校在学中には、校内の軟式野球部に所属していた。
中学校からの卒業後に、群馬県内の高崎健康福祉大学高崎高等学校（健大高崎高校）へ進学。1年時の秋から正捕手に定着すると、2年時の夏に第93回全国高等学校野球選手権大会、3年時には春の第84回選抜高等学校野球大会で阪神甲子園球場の土を踏んだ。主将として出場した3年春の選抜大会では、鳴門高校との準々決勝で3点本塁打を打って、チームを準決勝進出に導いた。在学中には、対外試合で10本塁打を記録。2学年後輩に脇本直人がいた。
高校3年時（2012年）のNPBドラフト会議では指名の候補に挙げられていたものの、実際にはプロ志望届を日本学生野球協会へ提出せずに、東北福祉大学へ進学した。
東北福祉大学では、2年時の春から仙台六大学野球のリーグ戦に出場。正捕手に定着した3年時には、春季リーグで首位打者（打率.387）を獲得したほか、秋季にはリーグ優勝を経て第46回明治神宮野球大会に出場した。4年時の秋季リーグでは、リーグトップの11打点を挙げている。在学中には、リーグ戦通算46試合に出場。打率.285、3本塁打、22打点を記録したほか、3年時と4年時の秋季リーグでは、捕手としてベストナインに選ばれた。
2016年のNPBドラフト会議では、プロ志望届を提出したことを受けて、阪神タイガースから7巡目で指名。契約金3000万円、年俸720万円（金額は推定）という条件で入団した。担当スカウトは葛西稔で、背番号は、大学の先輩に当たる矢野燿大が阪神の捕手時代に着用していた39。

### 阪神入り後
2017年には、春季キャンプこそ二軍で過ごしたものの、1年先輩の捕手・坂本誠志郎の故障による戦線離脱をきっかけに一軍へ合流。オープン戦ではスタメンマスクを任されることもあったが、レギュラーシーズンの開幕を二軍で迎えた。ウエスタン・リーグの公式戦では、71試合の出場で1本塁打、15打点、打率.173を記録。7月13日のフレッシュオールスターゲーム（草薙球場）にも、同リーグ選抜チームの一員として、代打起用を経て一部のイニングでマスクを被った。シーズン途中から一軍の正捕手に起用されていた坂本が再び故障したことに伴って、9月20日にプロ入り後初めての出場選手登録を果たすと、10月5日の対中日ドラゴンズ戦（甲子園）8回表から捕手として一軍公式戦にデビュー。一軍公式戦にはこの試合に出場しただけだったが、シーズン終了後には、台湾で開催されたアジアウインターリーグにNPBウエスタン選抜の一員として参加した。
2018年には、5月15日にシーズン初の出場選手登録。登録後は、前年からウエスタン・リーグの公式戦で数多くバッテリーを組んでいた才木浩人の先発登板試合でスタメンマスクを任されていた。一軍公式戦で初めてスタメンに起用された20日の対中日戦（ナゴヤドーム）では、3回表の第1打席で、松坂大輔からの二塁打によって一軍公式戦初安打を記録。28日の対読売ジャイアンツ（巨人）戦（甲子園）では、才木を一軍公式戦初勝利に導いた。シーズン全体では一軍公式戦9試合に出場したものの、安打は松坂からの二塁打1本だけにとどまった。
2019年には、レギュラーシーズン開幕直後の4月3日から一軍に昇格。この年から一軍監督に就任した矢野が、梅野隆太郎を正捕手へ固定する前提で捕手2人制を採用したことから、シーズン序盤は第二捕手の座を坂本や岡﨑太一と争いながら一軍と二軍を往復していた。6月1日の対広島東洋カープ戦（MAZDA Zoom-Zoom スタジアム広島）では、守備からの途中出場を経て、九里亜蓮から一軍公式戦初本塁打・初打点を記録。しかし、一軍公式戦への出場機会は3試合（1打席）のみで、春季キャンプ中に大腸癌の手術を受けていた原口文仁が一軍に復帰した6月下旬以降は二軍生活に終始した。
2020年には、年頭から新型コロナウイルスへの感染が拡大している状況で、春季キャンプから二軍で調整していた。オープン戦期間中の3月14日にチームメイトの6選手（伊藤隼太・藤浪晋太郎など）と揃って球団外の大勢の知人と会食したところ、18日に体調の異変を感じたことから、当日の二軍練習を欠席。当初は風邪と診断されていたが、後に藤浪と伊藤が相次いで嗅覚の異常を訴えたことをきっかけに、26日に2人と共にPCR検査を受診。その結果、球団は翌27日に、3人から陽性反応が出たことを発表した。長坂は、同日から4月5日までの入院、虎風荘（入団1年目から生活している球団合宿所）内の自室での一時待機、PCR検査での陰性の確認を経て、4月24日から伊藤・藤浪と共に自主練習を開始。新型コロナウイルス感染拡大の影響で開幕が6月19日以降にずれ込んだレギュラーシーズンでは、8月中旬までウエスタン・リーグ25試合に出場したほか、15試合でスタメンに起用された。一軍が捕手3人制を復活させることも背景に、8月25日付でシーズン初の出場選手登録。登録後は一軍公式戦への出場機会がなく、左手首の故障で7月末から戦線を離れていた正二塁手・糸原健斗による実戦復帰のタイミングとも重なったため、9月4日付で糸原に代わって登録を抹消された。しかし、抹消後に梅野が右脇腹を痛めて戦線を離脱したため、9月19日から一軍に復帰。同月21日の対中日戦（ナゴヤドーム）3回表無死一塁から代打で一軍公式戦のシーズン初打席を迎えると、松葉貴大から2点本塁打を打った。NPBの一軍公式戦において、2年越しでの2打席連続本塁打を記録したのは長坂が初めてである。その一方で、シーズン終了後には、後述する事情から背番号を57に変更。
2021年には、プロ入り後初めて一軍公式戦への出場機会がなかった一方で、ウエスタン・リーグの公式戦66試合に出場。リーグ戦に捕手として守備に就いた選手では（他球団を含めて）ただ1人守備の規定試合数（チームの全試合数×1/2）を上回るなど、二軍の正捕手としてリーグ優勝やファーム日本選手権制覇に貢献したことを背景に、二軍監督の平田勝男からチームMVPの1人に選ばれた。もっとも、シーズン終了後には球団から減俸を初めて提示された末に、推定年俸700万円（前年から50万円減）という条件で契約を更改した。
2022年には、春季キャンプからオープン戦まで一軍に帯同していながら、レギュラーシーズンの開幕を二軍で迎えていた。一軍では開幕から坂本と梅野がスタメンマスクを交互に任されていたが、梅野が右腹斜筋の筋挫傷を発症したことを受けて、5月18日付で梅野に代わって2シーズンぶりに出場選手登録。5月20日の対巨人戦（甲子園）7回表から試合終了まで坂本に代わってマスクを被ると、同点で迎えた延長12回表に4点を失って敗れながらも、9回表には巨人屈指の俊足の持ち主である増田大輝の盗塁を阻止した。翌21日の同カードで一軍公式戦としては4年ぶりのスタメンマスクを任されると、2回裏無死一・三塁で迎えた打席の1球目でのセーフティスクイズ（公式記録上は一塁への犠打と中島裕之一塁手による野選）によって決勝点を得たほか、8回表の守備で代走・増田の盗塁を再び阻止。翌22日の同カードでもスタメンに起用されたところ、新型コロナウイルスへの感染に伴う療養から一軍へ復帰したばかりの伊藤将司を入団後初めての完封勝利に導くことによって、チームの連勝に貢献した。翌週（5月24日）から組まれていたセ・パ交流戦でも、坂本との併用ながら相手走者の盗塁を次々と阻止していて、後半に梅野が一軍へ復帰してからも、リーグ戦の再開をはさんで6月29日の対DeNA戦（横浜スタジアム）までスタメンマスクを随時任されていた。梅野がスタメンへ本格的に復帰した7月には公式戦への出場機会がなく、同月11日に出場選手登録をいったん抹消された。しかし、抹消の翌々日（13日）には、主力選手（内野手）の大山悠輔が「新型コロナウイルスに感染した近親者の濃厚接触者」に当たることを所轄の保健所が確認。この事態を受けて大山に「感染防止特例2022」が適用されたため、大山の代替選手としてわずか2日で一軍に復帰した。
2023年には、一軍開幕メンバーに選ばれながらレギュラーが梅野、坂本の二枚体制であったために2試合の出場にとどまるなど出場機会に恵まれず、5月29日に登録抹消された。以降は二軍生活を送るも、梅野の負傷離脱によって8月15日に榮枝らとともに昇格した。しかし、坂本がレギュラーとして定着していたことで昇格後も8試合のみの出場(うち先発出場3試合)にとどまった。レギュラーシーズン終了後のクライマックスシリーズでも控え捕手としてベンチ入り、日本シリーズの出場資格者名簿に名を連ねるなどし、自身は第2戦の8回裏から守備で途中出場した。シーズン終了後の契約更改では、200万増の推定年俸1200万円でサインした。
2024年は一軍での出場が5試合にとどまった。11月2日、右肘関節鏡視下滑膜および骨棘切除術を完了させ、退院したことが報じられた。オフに現状維持の推定年俸1200万円で契約を更改した。

## 選手としての特徴・人物
二塁への送球で1.9秒を記録したほどの強肩と、小学生時代から大学生時代まで全ての所属チームで主将を務めたほどのキャプテンシーの持ち主で、素早いフットワークとキャッチング能力にも定評がある。
目標の捕手に現役時代の矢野の名を挙げていて、阪神への入団後は、一軍作戦兼バッテリーコーチ（2017年）→二軍監督（2018年）→一軍監督（2019年から2022年まで）の立場から矢野の指導を受けている。阪神球団も、長坂の入団に際して、矢野の引退翌年（2011年）から39を引き継いでいた小宮山慎二捕手の背番号を59に変更する措置を講じた。小宮山は2020年から阪神のブルペン捕手に転身したが、阪神ではこの年のドラフト会議の4巡目で榮枝裕貴（当時は立命館大学硬式野球部の捕手）を指名。後に榮枝の入団が決まった一方で、2008年から背番号57を付けていたベテラン捕手の岡崎太一が現役を引退（編成本部のプロスカウトに転身）した。2021年以降は、長坂に代わって榮枝が背番号39を着用する一方で、長坂が背番号57を岡崎から受け継いでいる。
2022年5月21日の対巨人戦（前述）でヒーローインタビューを受けた際に、（「一軍の公式戦では2年ぶりのスタメンマスクでかなりの緊迫感を覚えていた」というニュアンスで）「めちゃめちゃしびれました」とのフレーズを3回連呼したあげく、翌日の同カードに向けて「めちゃめちゃしびれていきます!」という一言で締めくくった。翌日以降の試合でも相手走者の盗塁を次々と阻止していることから、報道などでは、そのような強肩振りを形容する際に「シビレーザー」という異名を使用。本人も、『日刊スポーツ』記者からの取材に対して、「シビレーザー」の使用を容認している。

## 詳細情報

### 年度別打撃成績
| 年 度     | 球 団     | 試 合 | 打 席 | 打 数 | 得 点 | 安 打 | 二 塁 打 | 三 塁 打 | 本 塁 打 | 塁 打 | 打 点 | 盗 塁 | 盗 塁 死 | 犠 打 | 犠 飛 | 四 球 | 敬 遠 | 死 球 | 三 振 | 併 殺 打 | 打 率 | 出 塁 率 | 長 打 率 | O P S |
| --------- | --------- | ----- | ----- | ----- | ----- | ----- | -------- | -------- | -------- | ----- | ----- | ----- | -------- | ----- | ----- | ----- | ----- | ----- | ----- | -------- | ----- | -------- | -------- | ----- |
| 2017      | 阪神      | 1     | 0     | 0     | 0     | 0     | 0        | 0        | 0        | 0     | 0     | 0     | 0        | 0     | 0     | 0     | 0     | 0     | 0     | 0        | .---  | .---     | .---     | .---  |
| 2018      | 阪神      | 9     | 9     | 8     | 0     | 1     | 1        | 0        | 0        | 2     | 0     | 0     | 0        | 1     | 0     | 0     | 0     | 0     | 1     | 0        | .125  | .125     | .250     | .375  |
| 2019      | 阪神      | 3     | 1     | 1     | 2     | 1     | 0        | 0        | 1        | 4     | 1     | 0     | 0        | 0     | 0     | 0     | 0     | 0     | 0     | 0        | 1.000 | 1.000    | 4.000    | 5.000 |
| 2020      | 阪神      | 5     | 5     | 5     | 1     | 2     | 0        | 0        | 1        | 5     | 2     | 1     | 0        | 0     | 0     | 0     | 0     | 0     | 3     | 0        | .400  | .400     | 1.000    | 1.400 |
| 2022      | 阪神      | 27    | 46    | 40    | 2     | 7     | 1        | 1        | 0        | 10    | 1     | 0     | 0        | 6     | 0     | 0     | 0     | 0     | 16    | 2        | .175  | .175     | .250     | .425  |
| 2023      | 阪神      | 10    | 12    | 9     | 0     | 2     | 0        | 0        | 0        | 2     | 0     | 0     | 0        | 3     | 0     | 0     | 0     | 0     | 3     | 0        | .222  | .222     | .222     | .444  |
| 2024      | 阪神      | 5     | 4     | 3     | 0     | 0     | 0        | 0        | 0        | 0     | 0     | 0     | 0        | 1     | 0     | 0     | 0     | 0     | 2     | 0        | .000  | .000     | .000     | .000  |
| 通算：7年 | 通算：7年 | 60    | 77    | 66    | 5     | 13    | 2        | 1        | 2        | 23    | 4     | 1     | 0        | 11    | 0     | 0     | 0     | 0     | 25    | 2        | .206  | .206     | .365     | .571  |

- 2024年度シーズン終了時

### 年度別守備成績
| 年 度 | 球 団 | 捕手  | 捕手  | 捕手  | 捕手  | 捕手  | 捕手     | 捕手  | 捕手     | 捕手     | 捕手     | 捕手     |
| 年 度 | 球 団 | 試 合 | 刺 殺 | 補 殺 | 失 策 | 併 殺 | 守 備 率 | 捕 逸 | 企 図 数 | 許 盗 塁 | 盗 塁 刺 | 阻 止 率 |
| ----- | ----- | ----- | ----- | ----- | ----- | ----- | -------- | ----- | -------- | -------- | -------- | -------- |
| 2017  | 阪神  | 1     | 2     | 0     | 0     | 0     | 1.000    | 0     | 0        | 0        | 0        | ----     |
| 2018  | 阪神  | 8     | 27    | 1     | 0     | 0     | 1.000    | 0     | 1        | 1        | 0        | .000     |
| 2019  | 阪神  | 2     | 3     | 0     | 0     | 0     | 1.000    | 0     | 0        | 0        | 0        | ----     |
| 2020  | 阪神  | 2     | 1     | 0     | 0     | 0     | 1.000    | 0     | 0        | 0        | 0        | ----     |
| 2022  | 阪神  | 25    | 74    | 18    | 1     | 2     | .989     | 0     | 12       | 4        | 8        | .667     |
| 2023  | 阪神  | 10    | 37    | 2     | 0     | 0     | 1.000    | 1     | 4        | 4        | 0        | .000     |
| 2024  | 阪神  | 4     | 5     | 2     | 0     | 0     | 1.000    | 0     | 0        | 0        | 0        | ----     |
| 通算  | 通算  | 52    | 149   | 23    | 1     | 2     | .994     | 1     | 17       | 9        | 8        | .471     |

- 2024年度シーズン終了時[注 1]

### 記録
初記録
- 初出場：2017年10月5日、対中日ドラゴンズ24回戦（阪神甲子園球場）、8回表に岡﨑太一に代わり捕手として出場
- 初打席：2018年5月16日、対横浜DeNAベイスターズ7回戦（阪神甲子園球場）、8回裏に代打として出場、東克樹から見逃し三振
- 初先発出場：2018年5月20日、対中日ドラゴンズ11回戦（ナゴヤドーム）、8番・捕手として先発出場[16]
- 初安打：同上、3回表に松坂大輔から左中間越二塁打[16]
- 初打点・初本塁打：2019年6月1日、対広島東洋カープ11回戦（MAZDA Zoom-Zoom スタジアム広島）、9回表に九里亜蓮から左越ソロ
- 初盗塁：2020年10月7日、対広島東洋カープ19回戦（MAZDA Zoom-Zoom スタジアム広島）、8回表に二盗（投手：塹江敦哉、捕手：會澤翼）

### 背番号
- 39（2017年 - 2020年）
- 57（2021年 - ）

### 登場曲
- 「Ms.LIAR」BIGBANG（2017年）
- 「The Middle」ZEED（2018年）
- 「希望の轍」サザンオールスターズ（2019年 - 2020年）
- 「Troublemaker」嵐（2021年）
- 「SOUL LOVE」GLAY（2022年）※奇数打席
- 「Great Days」青木カレン・ハセガワダイスケ（2022年）※偶数打席
- 「Driver's High」L'Arc〜en〜Ciel（2023年 - ）※奇数打席
- 「STONE OCEAN」Ichigo（2023年 - ）※偶数打席